# Michel Roos
Michel Roos (ur. 27 sierpnia 1932 w Strasburgu, zm. 7 września 2002) – francuski szachista, z zawodu lekarz.

## Kariera szachowa
W 1959 r. wystąpił w reprezentacji Francji na rozegranych w Budapeszcie drużynowych mistrzostwach świata studentów. Wielokrotnie startował w finałach indywidualnych mistrzostw Francji, zdobywając pięć medali: złoty (1964 – był wówczas najmłodszym mistrzem Francji w historii), srebrny (1958) oraz trzy brązowe (1961, 1966, 1981). W 1966 r. wystąpił w silnie obsadzonym międzynarodowym turnieju w Hawrze, w którym zajął XI miejsce, remisując swoje partie z m.in. Nikołajem Krogiusem i Lwem Poługajewskim.
Według retrospektywnego systemu Chessmetrics, najwyżej sklasyfikowany był w kwietniu 1968 r., zajmował wówczas 236. miejsce na świecie.

## Życie rodzinne
Wszyscy członkowie jego rodziny odnosili szachowe sukcesy: żona Jacqueline jest arcymistrzynią w grze korespondencyjnej (posiada również męski tytuł mistrza międzynarodowego w tej odmianie szachów), natomiast wszystkie czworo dzieci Céline (ur. 1953), Jean-Luc (ur. 1955), Louis (ur. 1957) i Daniel (ur. 1959) posiadają tytuły mistrzów międzynarodowych w grze klasycznej.